# Ananthura sulcaticauda
Ananthura sulcaticauda là một loài chân đều trong họ Antheluridae. Loài này được miêu tả khoa học năm 1925 bởi Barnard.